# Juegos Parapanamericanos de 2011
Los IV Juegos Parapanamericanos se llevaron a cabo desde el 12 al 20 de noviembre de 2011, en la ciudad de Guadalajara, México, siendo esta la segunda vez que dicho país organizó unos juegos parapanamericanos y la primera afuera de la Ciudad de México.

## Deportes
Deportes de los Juegos Parapanamericanos de 2011:
- Atletismo
- Baloncesto en silla de ruedas (detalle)
- Boccia (detalle)
- Ciclismo
- Fútbol 5
- Golbol (detalle)
- Judo (detalle)
- Levantamiento de pesas
- Natación
- Tenis de mesa adaptado(detalle)
- Tenis en silla de ruedas (detalle)
- Tiro con arco (detalle)
- Voleibol Sentado

## Organización

### Sedes
Para la celebración de los distintos deportes, los organizadores eligieron diversas instalaciones deportivas distribuidas en la Zona Metropolitana de Guadalajara.
Estadio Olímpico
- Estadio Telmex de Atletismo: Ceremonias de apertura y clausura, Atletismo
- Centro Acuático Scotiabank: Natación.
- Complejo Panamericano de Voleibol: Voleibol
- Complejo Telcel de Tenis: Tenis
- Domo del CODE: Tenis de mesa y Baloncesto
- Estadio Panamericano de Hockey:
- Estadio Panamericano de Tiro con Arco: Tiro con Arco
- Foro de Halterofilia:
- Gimnasio de usos múltiples:
- Gimnasio del CODE II:
- Gimnasio San Rafael:
- Velódromo Panamericano:

### Sedes de no competición
- Edificio Panamericano Jorge Gutiérrez Orvañanos
- Centro Internacional de Transmisiones
- Centro Principal de Prensa (MPC)
- Centro de Operaciones Tecnológicas (TOC)

## Países participantes
En la XVI versión de los Juegos Panamericanos, los 26 países participantes en la ODEPA enviaron delegaciones de deportistas.
-->
A continuación, los países participantes junto al código COI de cada uno:
| - Argentina (ARG) - Barbados (BAR) - Bermudas (BER) - Brasil (BRA) - Canadá (CAN) - Chile (CHI) - Colombia (COL) - Costa Rica (CRC) - Cuba (CUB) - República Dominicana (DOM) - Ecuador (ECU) - El Salvador (ESA) - Estados Unidos (USA) - Guatemala (GUA) | - Haití (HAI) - Honduras (HON) - Jamaica (JAM) - México (MEX) - Nicaragua (NCA) - Panamá (PAN) - Perú (PER) - Puerto Rico (PUR) - Surinam (SUR) - Trinidad y Tobago (TRI) - Uruguay (URU) - Venezuela (VEN) |

## Medallero
País organizador
| Núm.           | País                       | Oro | Plata | Bronce | Total |
| -------------- | -------------------------- | --- | ----- | ------ | ----- |
| 1              | Brasil (BRA)               | 81  | 61    | 55     | 197   |
| 2              | Estados Unidos (USA)       | 51  | 47    | 34     | 132   |
| 3              | México (MEX)               | 50  | 60    | 55     | 165   |
| 4              | Cuba (CUB)                 | 27  | 16    | 11     | 54    |
| 5              | Argentina (ARG)            | 19  | 25    | 31     | 75    |
| 6              | Colombia (COL)             | 18  | 23    | 13     | 54    |
| 7              | Venezuela (VEN)            | 16  | 14    | 18     | 48    |
| 8              | Canadá (CAN)               | 13  | 22    | 28     | 63    |
| 9              | Jamaica (JAM)              | 1   | 4     | 0      | 5     |
| 10             | Chile (CHI)                | 1   | 0     | 3      | 4     |
| 11             | República Dominicana (DOM) | 0   | 1     | 1      | 2     |
| 12             | Trinidad y Tobago (TTO)    | 0   | 0     | 2      | 2     |
| 13             | Perú (PER)                 | 0   | 0     | 1      | 1     |
| Total absoluto | Total absoluto             | 277 | 273   | 252    | 802   |

Fuente: Guadalajara 2011 Libro de resultados